# علي بن محمد العمير
علي بن محمد العمير (1937 - 5 نوفمبر 2021)، كاتب وناقد وصحفي سعودي، ولد في قرية الجرادية في منطقة جازان.

## التعليم والعلم
تلقى علومه الأولية في حلقة عبد الله القرعاوي، ثم في حلقة ناصر خلوفه، ثم في حلقة حافظ بن أحمد الحكمي. قد درس على يد هؤلاء المشايخ الفقه والحديث والتفسير والفرائض وعلوم اللغة العربية. وبعد افتتاح المعهد العلمي في صامطة اختاره حافظ الحكمي من بين قلة من تلاميذ حلقته إلى المرحلة الثانوية مباشرة ولم يدرس المرحلة المتوسطة التي كانت تسمى (التمهيدية)، وبعد أن حصل على الشهادة الثانوية من المعهد العلمي بدأ حياته العملية كاتب ضبط في محكمة الموسّم (إحدى القرى الحدودية في منطقة جازان) في نهاية عام 1375هـ.

## المؤلفات
- حصاد الكتب.
- رسالة الجامعة.
- سنابل الشعر.
- على الماشي.
- مناوشات أدبية أدب وأدباء.
- تحت الشمس.
- معركتان أدبيتان مع العقيلي وطبانة.
- ركن الخاطر.
- لفح اللهب في النقد والأدب.
- الوخزات من الأدب الساخر.
- بداياتي في الصحافة والأدب.
- مناقرات صحفية.
- مجموعة اللفحات في النقد والأدب.[3]

## الوفاة
توفي يوم الجمعة 30 ربيع الأول 1443هـ الموافق 5 نوفمبر 2021، ودُفن في مقبرة الفيصلية بجدة.